# Ту-104АК
Ту-104АК — модифицированный вариант Ту-104, предназначенный для тренировок космонавтов в условиях кратковременного воздействия невесомости. Часть салона самолёта занимала лаборатория, остальная часть представляла собой зал (длиной примерно 8 м) с внутренними поверхностями, обитыми мягким материалом, и отделённый от кабины сетью.

## История разработки
Когда Правительством СССР было принято решение об отборе и подготовке космонавтов к первому космическому полёту, одной из многих неисследованных областей была проблема невесомости. Важнейшее значение для программы подготовки было исследование, как человек, а конкретно — космонавт, будет ощущать себя в условиях невесомости.
В 1961 году на опытном производстве ГК НИИ ВВС с помощью ОКБ Туполева была подготовлена первая специализированная летающая лаборатория Ту-104А (ССС1М2390). Выбранная машина должна была обеспечивать полёт в условиях различных перегрузок (в том числе отрицательных) так, чтобы бортовое оборудование оставалось работоспособным.

Траектория манёвра для достижения невесомости (парабола Кеплера)

Для создания эффекта невесомости самолёт должен иметь постоянное ускорение равное g, направленное вниз. Этим создаётся нулевой вес всего, что находится на борту. Длительно такой режим (до 40 секунд) можно создать, если выполнить специальную фигуру пилотажа «провал в воздухе». Для точного достижения нулевого значение веса (условие невесомости) в ЛИИ позднее был разработан и применён автомат управления, который обеспечивал требуемое тонкое управление. После проведения всех модификаций самолёт получил обозначение Ту-104АК, его перекрасили, нанесли звёзды и красный бортовой номер «46».
Испытательные полёты, проводили лётчики-испытатели С. Н. Анохин и Ю. А. Гарнаев. В отработке методик таких полётов принимал участие экипаж Анатолия Старикова.
Самолёт базировался на аэродроме Чкаловский, где также использовались для космической подготовки две другие машины с бортовыми номерами «47» (бывший СХ1С1Ч2389) и «48» (бывший борт «91»).
На тренировках в невесомости испытателями отрабатывались: координация движений и перемещение, приём твёрдой и жидкой пищи, выполнение технических работ и медицинских экспериментов. Полученный позже опыт реальных космических полётов полностью соответствовал тому, который был набран при испытаниях на Ту-104АК. С тех пор полёты на «АК» стали обязательным разделом программы подготовки советских космонавтов.
Каждый новый космический эксперимент отрабатывался и испытывался перед реальным полётом в лаборатории невесомости Ту-104АК. Первый выход в открытый космос, движение «Лунохода» и т. п. тщательно и полно отрабатывалась на Ту-104АК.
В конце 70-х годов борт «46» был списан; позднее Ту-104АК заменили на более комфортабельные Ил-76К и Ил-76МДК «Космос».

## Основные характеристики
| Ту-104АК              | Ту-104АК            | Ту-104АК |
| --------------------- | ------------------- | -------- |
| Габариты              |                     |          |
| длина                 | 38,85 м             | 38,85 м  |
| размах крыла          | 34,54 м             | 34,54 м  |
| площадь крыла         | 174,40 м²           |          |
| высота                | 11,90 м             | 11,90 м  |
| Масса                 |                     |          |
| максимальная взлётная | 75500 кг            |          |
| пустого               | 43320 кг            |          |
| топлива               | 25480 кг            |          |
| Лётные данные         |                     |          |
| Крейсерская скорость  | 775 км/ч            | 775 км/ч |
| Максимальная скорость | 980 км/ч            |          |
| Дальность полёта      | 2790 км             |          |
| Потолок               | 12300 м             | 12300 м  |
| Экипаж, человек       | 3                   | 3        |
| Двигатели             | 2 ТРД Микулин РД-3М |          |
| Тяга                  | 2х9500              |          |

## Сохранившиеся экземпляры
- Ту-104АК с номером «46» находится в музее ВВС в Монино.
- Ту-104АК с номером «47» был возвращён на авиазавод в Харьков.
- Ту-104АК с номером «48» в 2016 году был разобран и перевезён с аэродрома Чкаловский в ЦПК .После проведения комплекса восстановительных работ макет самолета Ту-104АК был установлен в качестве экспоната под открытым небом на территории Центра подготовки космонавтов имени Ю.А.Гагарина[2].